# Bolbocerosoma cartwrighti
Bolbocerosoma cartwrighti är en skalbaggsart som beskrevs av Henry Fuller Howden 1955. Bolbocerosoma cartwrighti ingår i släktet Bolbocerosoma och familjen Bolboceratidae. Inga underarter finns listade.